# Minden (Nebraska)
Pour les articles homonymes, voir Minden (homonymie).
La ville de Minden est le siège du comté de Kearney, dans l’État du Nebraska, aux États-Unis. Sa population s’élevait à 2 923 habitants lors du recensement de 2010.